# لوي أوجوست بلانكي
لوي أوجوست بلانكي (8 فبراير 1805 - 1 يناير 1881) (بالفرنسية: Louis Auguste Blanqui)‏ هو شيوعي اشتراكي خيالي فرنسي. اشترك في كل من ثورة 1830 في فرنسا وثورة 1848، وحكم عليه بالإعدام مرتين، وقضى ما يقارب نصف حياته مسجوناً. تأثر بلانكي بالمذهب العقلي للقرن الثامن عشر والاشتراكية الخيالية. كان بلانكي مادياً في فلسفته إلا أنه أعطى تفسيراً مثاليا للتقدم التاريخي، وأثرت فلسفته على الحركات الثورية في بلدان أخرى وخاصة في روسيا القيصرية.

## مؤلفاته
- النقد الاجتماعي (1885).

## روابط خارجية
- لوي أوجوست بلانكي على موقع IMDb (الإنجليزية)
- لوي أوجوست بلانكي على موقع الموسوعة البريطانية (الإنجليزية)